# Ludmila Dvořáková
Ludmila Dvořáková, verheiratet Ludmila Vasata, (11. Juli 1923 in Kolín – 30. Juli 2015 in Prag) war eine tschechisch-schweizerische Opernsängerin (Sopran).

## Leben
Dvořáková wurde von 1942 bis 1949 von Jarmila Vavrdová am Konservatorium Prag ausgebildet und debütierte 1949 am Stadttheater Mährisch Ostrau als Káťa Kabanová in der gleichnamigen Oper von Leoš Janáček. Von 1952 bis 1954 war sie am Smetana-Theater in Prag, von 1954 bis 1957 am Nationaltheater Prag engagiert. Gleichzeitig hatte sie von 1954 bis 1959 einen Gastspielvertrag mit der Oper Bratislava.
1954 feierte sie bei den Dvořák-Gedenkfeiern in der Sowjetunion große Erfolge. 1956 gastierte sie an der Wiener Staatsoper als „Leonore“ im Fidelio.
1960 wurde sie an die Staatsoper Berlin engagiert. 1966 wurde sie an die Metropolitan Opera New York verpflichtet, wo sie bis 1968 verblieb. Bei den Bayreuther Festspielen trat sie von 1965 bis 1971 auf.
Weitere Partien waren die „Färbersfrau“ in Die Frau ohne Schatten von Richard Strauss, die „Marschallin“ im Rosenkavalier, die „Ariadne“ in Ariadne auf Naxos und die dramatischen Sopranpartien in Opern von Giuseppe Verdi.
Sie starb am 30. Juli 2015 bei einem Brand in ihrem Haus in Prag.
Verheiratet war sie mit dem Dirigenten Rudolf Vasata (1911–1982), der sie auch am Klavier begleitete. Beigesetzt wurde sie auf dem Vyšehrader Friedhof in Prag.

## Auszeichnungen
- 1965: Nationalpreis der DDR III. Klasse für Kunst und Literatur
- 1972: Nationalpreis der DDR II. Klasse für Kunst und Literatur
- 1985: Ehrenmitglied der Deutschen Staatsoper Berlin[1]